# Vietnam Television
Vietnam Television o VTV (en vietnamita: Đài Truyền hình Việt Nam) es una compañía de radiodifusión nacional de Vietnam, propiedad de Gobierno de Vietnam. Nace en 1970. La VTV es miembro de la Unión Asia-Pacífica de Radiodifusión (ABU).

## Canales
VTV hoy en día tiene los siguientes canales:

### Canales terrestres
- VTV1 (Canal 9): Noticias y actualidad, que emiten 24/7. VTV1 inició transmisiones el 7 de septiembre de 1970.
- VTV2 (Canal 11): Ciencia, tecnología y educación, de difusión 24/7. VTV2 inició transmisiones el 1 de enero de 1990.
- VTV3 (Canal 22): Deportes y entretenimiento, de difusión 24/7. VTV3 comenzó transmisiones el 31 de marzo de 1996.
- VTV6: Canal de la Juventud, de difusión 24/7. VTV6 se inició el 29 de abril de 2007.

### Canales internacionales
- VTV4: Un canal internacional lanzado en 2000, que ofrece una mejor de paquete de programación de los tres canales nacionales a los vietnamitas en todo el mundo.

### Canales de cable/satélite
- VTV5: Introducido el 10 de febrero de 2002 al servicio de las comunidades de las minorías étnicas de Vietnam.
- VTV9:
- VTV1 HD: Es la versión en alta definición de VTV1.
- VTV3 HD: Es la versión en alta definición de VTV3.
- VTV6 HD: Es la versión en alta definición de VTV6.
- VTV8:

También cuenta con una amplia oferta de varios canales temáticos.

### Canales regionales
- VTV Huế
- VTV Đà Nẵng
- VTV Phú Yên
- VTV Cần Thơ 1
- VTV Cần Thơ 2

Details : Lista de transmisiones de la televisión de Vietnam

## Acuerdos
- Chile: TVN / Chilevisión

- México: TV Azteca

- República Dominicana: Telesistema

- Venezuela: Televen  / RCTV

- Colombia: Caracol TV  / Citytv

- Honduras: VTV Canal 9

- Perú: ATV

- Argentina: TV Pública / Telefe / América 2

- Brasil: Rede Globo

- Paraguay: SNT y Red Guaraní